# Friedrich von Sachsen-Lauenburg
Friedrich Herzog von Sachsen-Lauenburg (* 1554; † 1586 in Zons) war Chorbischof des Kölner Domkapitels. Er spielte auf katholischer Seite eine bedeutende Rolle während des Truchsessischen Krieges.

## Familie
Er war ein nachgeborener Sohn von Franz I. Herzog von Sachsen-Lauenburg und der Mutter Sibylle von Sachsen. Geschwister waren unter anderem Dorothea von Sachsen-Lauenburg, Herzog Magnus II-, Herzog Franz II., Heinrich Erzbischof von Bremen, Herzog Moritz, Ursula von Sachsen-Lauenburg, Sidonie Katharina von Sachsen-Lauenburg.

## Leben
Friedrich von Sachsen-Lauenburg trat in den geistlichen Stand ein und war Domherr in Köln, Straßburg und Bremen. In Köln stieg er zum Chorbischof und Schatzmeister des Domkapitels auf. Dabei meint Chorbischof nicht die Funktion eines Weihbischofs, sondern war ein besonderes Amt im Kölner Domkapitel. In Bremen war er Dompropst.
Als ihm die Pläne des Kurfürsten und Erzbischofs Gebhard Truchsess von Waldburg bekannt wurden zu heiraten, hoffte er auf dessen Nachfolge, weil ein katholischer Bischof nicht verheiratet sein durfte. Auch Gebhards Vorgänger Salentin von Isenburg war zurückgetreten, um zu heiraten. Nachdem allmählich deutlich wurde, dass der Erzbischof nicht zurücktreten und vielmehr den Protestantismus fördern würde, begann Herzog Friedrich zum Gegner Gebhards zu werden.
Sein Versuch, das an den protestantischen Grafen Adolf von Neuenahr verpfändete Amt Hülchrath auszulösen, scheiterte. Im Januar 1583 ließ er die Festung Zons militärisch besetzen. Kurze Zeit später ließ er die für den Kurfürsten bestimmten Zolleinnahmen von Rheinberg beschlagnahmen. Auch ließ er ein Lastschiff mit Nachschub für die bei Bonn zusammengezogenen kurfürstlichen Truppen abfangen.
Er war die treibende Kraft im Domkapitel und auf dem Landtag von 1583 gegen den Kurfürsten und verwaltete maßgeblich das Erzstift nach der offiziellen Absetzung des Kurfürsten. Unmittelbar nach dem Landtag erhielt er vom Domkapitel den Auftrag, Kaiserswerth einzunehmen, was auch gelang. Bei der Suche nach einem Nachfolger Gehardts als Erzbischof und Kurfürst war neben Arnold von Manderscheid und Ernst von Bayern auch Herzog Friedrich im Gespräch. Den Ausschlag gaben der Wunsch von Kaiser Rudolf II. und der Einfluss der bayerischen Herzogs Wilhelm für Ernst. Als in der Folge der frühere Erzbischof und Kurfürst Salentin von Isenburg das Kommando über die Truppen übernahm, war auch Herzog Friedrich weiter militärisch aktiv.
Friedrich von Sachsen-Lauenburg drang mit einigen Reitern in das Gebiet des Grafen von Neuenahr ein und nahm evangelische Gläubige aus Uerdingen gefangen. Der Chorbischof überzeugte die auf Seiten des Domkapitels stehenden spanischen Soldaten unter dem Kommando von Karl von Aremberg das Schloss Hülchrath zu belagern. Die Truppen des Chorbischofs drangen zu Raub- und Plünderungszügen in die Grafschaft Moers ein. Sie plünderten auch Krefeld, das sich geweigert hatte, den Truppen die Tore zu öffnen. Durch Verrat fiel ihnen auch die Festung Linn in die Hände.
Die truchsessischen Truppen unter dem Grafen von Neuenahr legten ein befestigtes Lager in der Nähe von Hüls an. Herzog Friedrich von Sachsen-Lauenburg zog dagegen Truppen zusammen. Der Sturmangriff misslang in der Schlacht bei Hüls. Dabei starben aber auch zahlreiche truchsesschische Soldaten. Als es einige Tage später erneut zum Kampf kam, wurden die Truppen des Chorbischofs besiegt und er musste sich nach Hülchrath zurückziehen. Auf die Dauer setzten sich auch dank des Chorbischofs die Gegner Gebhards von Waldburg im Erzstift durch.
Während des Krieges wurde die Nachfolgefrage im Hochstift Münster akut. Als Bischof war neben Ernst von Bayern auch Herzog Friedrich im Gespräch. Während Ernst in Münster ausgesprochen unbeliebt war, hatte sich der Herzog mit seiner freundlichen Art Freunde gemacht und konnte auch auf die Unterstützung seines Bruders Heinrich von Sachsen-Lauenburg hoffen. Mit dessen Tod verlor Friedrich aber letztlich seinen wichtigsten Unterstützer, so dass Ernst auch in Münster Bischof wurde.
Friedrich starb in Zons an der Pest.